# La salvación de Solo y Juan
La salvación de Solo y Juan es el duodécimo álbum de estudio del grupo argentino Los Fabulosos Cadillacs, lanzado el 27 de mayo de 2016 por el sello discográfico Columbia. El disco marca el regreso del popular conjunto que, aunque venían realizando algunas presentaciones en los últimos años, no publicaba un disco entero con canciones nuevas desde La marcha del golazo solitario, de 1999. Desde su regreso, la banda editó dos álbumes: La luz del ritmo y El arte de la Elegancia de LFC que contenían releecturas de clásicos, covers y pocas canciones inéditas.
El álbum se caracteriza por ser una ópera rock que cuenta la historia ficticia de los hermanos Solo y Juan Clementi, hijos de Averno Clementi, el cuidador del faro Artiglio, ubicado en los Acantilados de la Bestia, tal como se pudo ver en una serie de videoclips en blanco y negro que podían conformar parte de una película o cortometraje. La obra, creada por Vicentico y Flavio Cianciarulo, se divide en tres actos, cada uno con un concepto puntual. Este disco fue denominado por algunos medios de comunicación como “una bisagra para la historia del rock latinoamericano”.

## Grabación
La Salvación... es una historia que lleva muchos años en el seno de la banda y en la cabeza de Flavio y Vicentico, quienes a fin del 2015 decidieron plasmarlo en disco, mientras el bajista editaba en forma paralela y solista otra opera rock, Sardinista.
El disco fue grabado en la casa de Flavio con la ayuda de Héctor Castillo, que trabajó con figuras como Gustavo Cerati y David Bowie. Algunas grabaciones fueron realizadas en Nueva York, en las que participaron Vicentico Fernández, Sergio Rotman, Fernando Ricciardi, Señor Flavio, Mario Siperman, Dany Lozano, Florian y Astor Cianciarulo. La responsabilidad de las guitarras corrieron por cuenta de Florian, hijo de Vicentico, quien seguía en ese entonces con su banda Callate Mark, pero que participó de la gira de la banda. Mientras que Astor, hijo de Favio, tocó el bajo y permitió que su padre tomara la acústica o la percusión. Sergio Rotman, miembro desde los inicios de la banda, no participó activamente en la grabación de este disco debido a que decidió concentrarse en sus proyectos. 

En este disco teníamos el buen rumbo de atarnos a un hilo conceptual muy claro. Primero diseñamos eso y luego eso nos alumbró o nos oscureció el camino para hacer las canciones. Muchas veces fueron las canciones las que motivaron rumbos y modificaron el argumento y otras el argumento fue el que nos pidió que compusiéramos una canción.
Sr. Flavio

Este disco tiene una raíz muy lejana en el tiempo. En el 97, 98 pensábamos hacer este disco. La historia de los hermanos Clementi (en la que se basa la obra) tiene un montón de años. Al principio no tenía foco, con el tiempo le fuimos agregando detalles e, incluso, en los años en que nos veíamos menos, nos mandábamos mails sobre el tema. El título La Salvación es una vieja idea nuestra y a la vez muy actual, es como si el tiempo no existiera cuando estamos juntos.
Vicentico

El arte del disco y las gigantescas máscaras que ilustran los videos fueron diseñadas por el artista plástico argentino Jorge Alderet (Dr. Alderete) que ha dibujado cómics, afiches, flyers y ya trabajó con los Cadillacs y con Andrés Calamaro.

## Presentación
En el Teatro Sony, en el barrio de Palermo, Los Fabulosos Cadillacs presentaron en sociedad su nuevo disco de una manera cinematográfica: con una función avant premiere en la que se escuchó todo el álbum y se vieron los videos que acompañan a cada uno de los temas. Luego los músicos salieron a escena y, ya en conferencia de prensa, respondieron cada uno de los interrogantes sobre la composición de su nueva obra, la ópera rock La salvación de Solo y Juan (que se complementa con el cuento La Salvación); sobre el show en el Luna Park, la participación como integrantes estables de los hijos de Vicentico y Flavio (Florian y Astor, respectivamente) y la ausencia de un miembro histórico, Sergio Rotman.
“La Tormenta”, “El Fantasma”, “No Era Para Vos” y “Navidad” fueron las primeras canciones que el público pudo conocer sobre el álbum. También el grupo confirmó que se embarcará en una gira que lo llevará a presentarse por distintos escenarios de América Latina, Estados Unidos y Europa.

## Recepción
Después de 17 años sin editar un disco de nuevas canciones (desde La marcha del golazo solitario, de 1999), Los Fabulosos Cadillacs volvieron a entrar en un estudio para registrar esta ópera rock suprema. En La salvación de Solo y Juan, el León del ritmo se sumerge en una obra conceptual que gira alrededor de dos hermanos huérfanos criados en un faro, Juan y Solo Clementi, cuyas vidas devendrán en senderos opuestos: la vanidad del ingeniero exitoso e insensible, y la bohemia del músico subte.

La intro "Obertura del faro", impregnada por el sonido ambiente que producen las olas en una playa desolada, funciona como prólogo de lo que vendrá: un poco más de 50 minutos de un cuento musical que, si querés entenderlo, no podés escucharlo en random. Cada canción representa el capítulo de un melodrama que adquirirá otra dimensión si antes se lee la historia ideada por Vicentico y Flavio con el aporte literario del escritor mexicano Adolfo Vergara Trujillo.
Ahora que las percusiones, los bronces en general y la potencia agitadora de Sergio Rotman en particular, parecen haber quedado en segundo plano, Vicentico y Flavio son el combustible que alimenta la maquinaria de los Cadillacs. A lo largo de gran parte del álbum, la fabulosa big band de ritmos se convierte en un grupo folk/pop de guitarras acústicas en clave intimista. Los hits bailables le dan paso a un álbum sombrío, entre la épica y el misterio, trabajado en cada arreglo con la precisión de un orfebre ("No era para vos").
El decimocuarto álbum de LFC avanza esquivando la zona de confort que llevó al grupo a obtener varios premios Grammy. En "Navidad" no hay vientos ni cueros, sólo una guitarra acústica como base, efectos y coros; aunque los bajos de Flavio continúan superponiéndose a las violas, a veces machacando riffs y otras en modo tapping. "La tormenta" es el ejemplo perfecto: un hit que suena conocido. Los Cadillacs apelan a viejas fórmulas exitosas para vestir una canción en la que conviven el rapeo del estribillo de "Mal bicho" con el ritmo frenético de "El genio del dub". Y ese es uno de los puntos en donde aparece el gen que los llevó a conquistar Latinoamérica en los 90. El otro surge en "Averno, el fantasma", tema que evoca a "Ghost Town" de The Specials procesada con la banda de sonido de Misión: Imposible, en el que Vicentico juega con el lado más histriónico de su voz.
En "El profesor Galíndez" ("Soy el profesor Galíndez y me alimento del temor de ustedes, queridos alumnos"), canción que remite a la disciplina del maestro rígido de "Another brick in the wall (Part Two)", la voz impostada del Señor Flavio amenaza con desmoronar en cuatro minutos todo lo construido. Pero capítulo seguido, Vicentico vuelve a tomar el control con "Mamá" y el disco recupera el clima melancólico que atravesaba. La atmósfera se vuelve tan densa que el grito de "Libertad" del estribillo se torna asfixiante.

Más allá de algunos lugares comunes, la batucada conocida de "Matador" y la frase de eslogan en "La música salvará al mundo", los Cadillacs parecen haber evolucionado en forma grandilocuente. Vicentico y Flavio reinventan a LFC para salir de gira junto con sus hijos adolescentes apoyados en el trabajo más ambicioso de sus carreras.
Bruno Larocca de Rolling Stone (Argentina)

## Lista de canciones
| N.º   | Título                                                             | Duración |  |
| 1.    | «Obertura del faro» (G. Fernández Capello/F. Cianciarulo)          | 1:40     |  |
| 2.    | «No era para vos» (F. Cianciarulo)                                 | 5:02     |  |
| 3.    | «Navidad» (F. Cianciarulo/G. Fernández Capello)                    | 4:02     |  |
| 4.    | «Juan» (F. Cianciarulo)                                            | 2:35     |  |
| 5.    | «El rey del swing» (G. Fernández Capello)                          | 3:08     |  |
| 6.    | «La tormenta» (F. Cianciarulo)                                     | 3:07     |  |
| 7.    | «El profesor Galíndez» (F. Cianciarulo)                            | 4:18     |  |
| 8.    | «Mamá» (G. Fernández Capello)                                      | 4:17     |  |
| 9.    | «Averno, el fantasma» (G. Fernández Capello)                       | 4:25     |  |
| 10.   | «El impacto» (F. Cianciarulo)                                      | 3:59     |  |
| 11.   | «1987» (G. Fernández Capello)                                      | 5:18     |  |
| 12.   | «Canción de Solo para Juan (Los olvidados)» (G. Fernández Capello) | 4:25     |  |
| 13.   | «Estratos (A:Números / B:La culpa)» (F. Cianciarulo)               | 3:51     |  |
| 14.   | «La música salvará al mundo (Los olvidados)» (F. Cianciarulo)      | 3:32     |  |
| 53:32 |                                                                    |          |  |

## La salvación de Solo y Juan (primer acto)
La salvación de Solo y Juan (primer acto) es un EP de Los Fabulosos Cadillacs lanzado como un disco promocional, conteniendo cuatro canciones del álbum, las cuales conforman el llamado "Primer acto" de la historia ficticia. Este EP está disponible para ser comprado por la página iTunes.

### Lista de canciones
| N.º   | Título                                          | Duración |  |
| 1.    | «No era para vos» (F. Cianciarulo)              | 5:05     |  |
| 2.    | «Navidad» (F. Cianciarulo/G. Fernández Capello) | 4:02     |  |
| 3.    | «El fantasma» (G. Fernández Capello)            | 4:25     |  |
| 4.    | «La tormenta» (F. Cianciarulo)                  | 3:07     |  |
| 16:35 |                                                 |          |  |

## Músicos
| Los Fabulosos Cadillacs - Vicentico – voz - Flavio Cianciarulo – bajo, voz - Mario Siperman – teclados - Fernando Ricciardi – batería, percusión - Sergio Rotman – saxofón alto - Daniel Lozano – trompeta - Florian – guitarra - Astor Cianciarulo – batería, bajo | Invitados - Hugo Lobo – trompeta, flugelhorn, corno y arreglos de viento - Bebe Ferreyra – trombón - Pablo Daniel Mosteirin – saxo barítono - Glenn Patscha – hammond, farfisa, moogs, mellotron, tubular bells - Didi Gutman – arp odyssey, piano, moogs - Héctor Castillo – moogs, OP-1, noise makers - Smokey Hormel – guitarras - Byron Isaacs – hydra-bass - Mauro Refosco – percusión - Tony Mason – percusión - Leo P – saxo barítono - Vicho – voces adicionales |

## Ficha técnica
- Producido por Héctor Castillo y Los Fabulosos Cadillacs
- Sobre una historia del Señor Flavio y Vicentico
- Literatura: Adolfo Vergara Trujillo
- Dirección de arte: Dr. Alderete
- Fotos: Pablo Franco, Dr. Alderete
- Diseño: Clarisa Moura
- Mánager LFC: Vaino Rigozzi
- Managment estratégico: Roberto Costa
- Ingeniero de grabación y mezcla: Héctor Castillo

## Historial de lanzamiento
- Edición estándar

| País | Fecha              | Formato                | Discográfica |
| ---- | ------------------ | ---------------------- | ------------ |
|      | 27 de mayo de 2016 | CD \| Descarga digital | Sony Music   |